# Kunstakademiet i Łódź
Władysław Strzemiński kunstakademi i Łódź (polsk Akademia Sztuk Pięknych im. Władysława Strzemińskiego w Łodzi, tidligere kendt under navnet Den statslige kunsthøjskole; Państwowa Wyższa Szkoła Sztuk Plastycznych) blev grundlagt i 1945. Dens første direktør var Leon Ormezowski. Akademiets grundlæggere søgte inspiration til studieprogrammet i Bauhaus' artistiske og didaktiske tradition og Kazimierz Malewicz' pædagogiske erfaringene. Der blev lagt stor vægt på udviklingen af visuel bevidsthed i kontekst af de nyeste kunststrømninger.
Kunstakademiets form blev i stor grad udformet af Władysław Strzemiński, som forelæste ved akademiet i perioden 1945-1950. Hans kunstneriske og didaktiske koncept markerede skolens samtidige karakter. Siden 1987 har kunstakademiet båret hans navn.

## Fakulteter
- Fakultet for tekstiler og tøj
- Fakultet for grafik og maleri
- Fakultet for industrielle former
- Fakultet for visuel uddannelse

## Eksterne Henvisninger
- Kunstakademiets hjemmeside

51°47′19″N 19°28′57″Ø / 51.788577°N 19.482554°Ø